# Dorfkirche Paaren im Glien

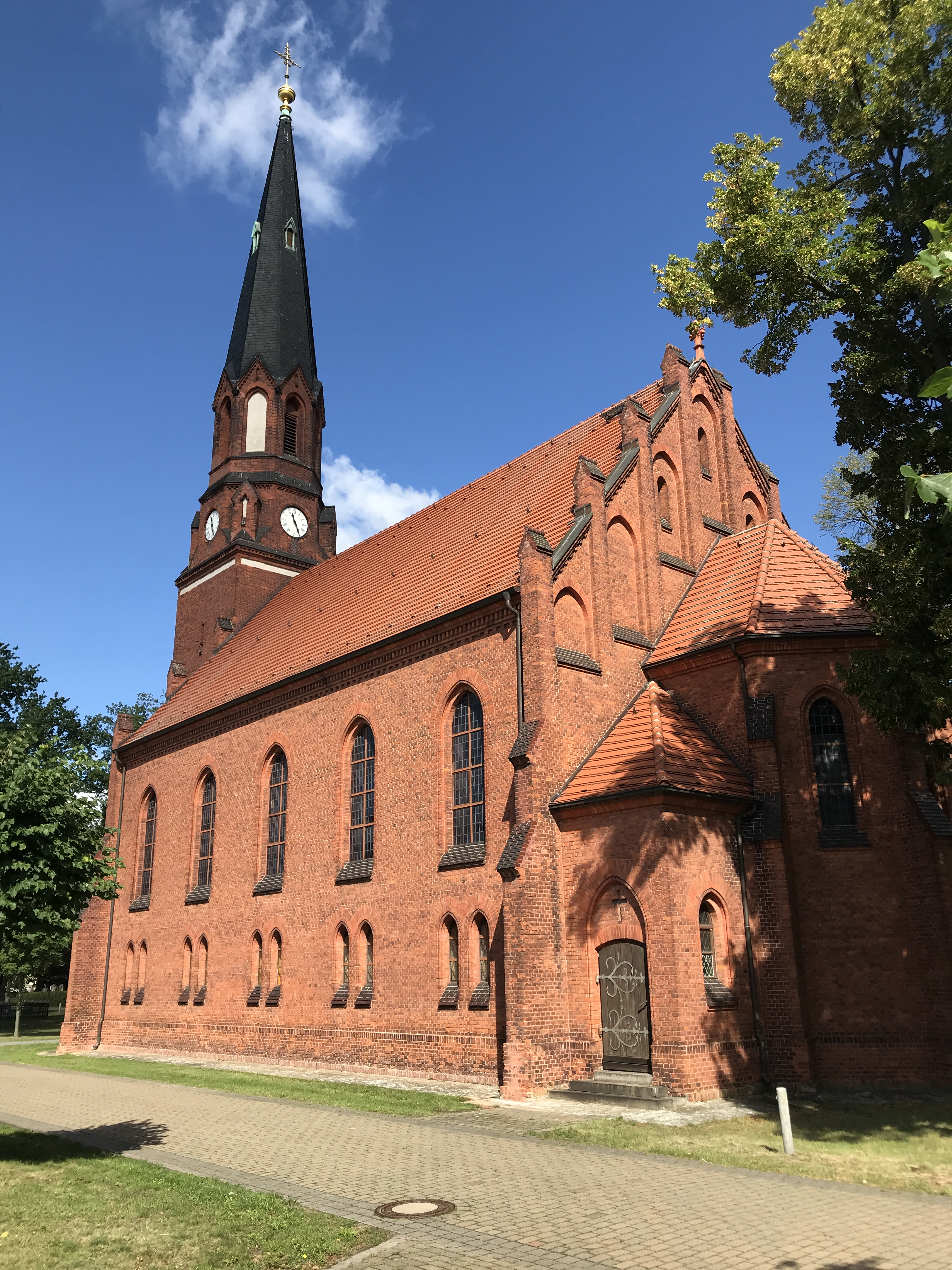
Dorfkirche Paaren im Glien

Die evangelische Dorfkirche Paaren im Glien ist eine neugotische Saalkirche in Paaren im Glien, einem Ortsteil der Gemeinde Schönwalde-Glien im Landkreis Havelland im Land Brandenburg. Die Kirchengemeinde gehört zum Kirchenkreis Nauen-Rathenow der Evangelischen Kirche Berlin-Brandenburg-schlesische Oberlausitz.

## Lage
Die Hauptstraße führt von Westen kommend in östlicher Richtung auf den historischen Dorfanger zu. Dort steht die Kirche im Zentrum des Angers auf einem Grundstück, das nicht eingefriedet ist.

## Geschichte
Eine nach dem Dreißigjährigen Krieg erbaute Fachwerkkirche war im Jahr 1785 baufällig geworden und wurde 1791 instand gesetzt. In diesem Bauwerk errichtete der Orgelbauer Carl Eduard Gesell im Jahr 1874 eine Orgel auf der Westempore. Da die Kirche jedoch zunehmend weitere Bauschäden aufwies, wurde sie schlussendlich abgerissen.
Im Jahr 1886 entstand nach Plänen des Kreisbaumeisters Heinrich von Lancizolle ein Neubau, der am 21. Dezember im gleichen Jahr eingeweiht wurde. Die aus dem Vorgängerbau abgebaute Orgel wurde wieder aufgebaut, ein ebenfalls vorhandener, barocker Kanzelaltar ging jedoch verloren. In den Jahren 1990 bis 1995 wurde das Dach des Kirchenschiffs neu gedeckt und der Kirchturm instand gesetzt.

## Baubeschreibung

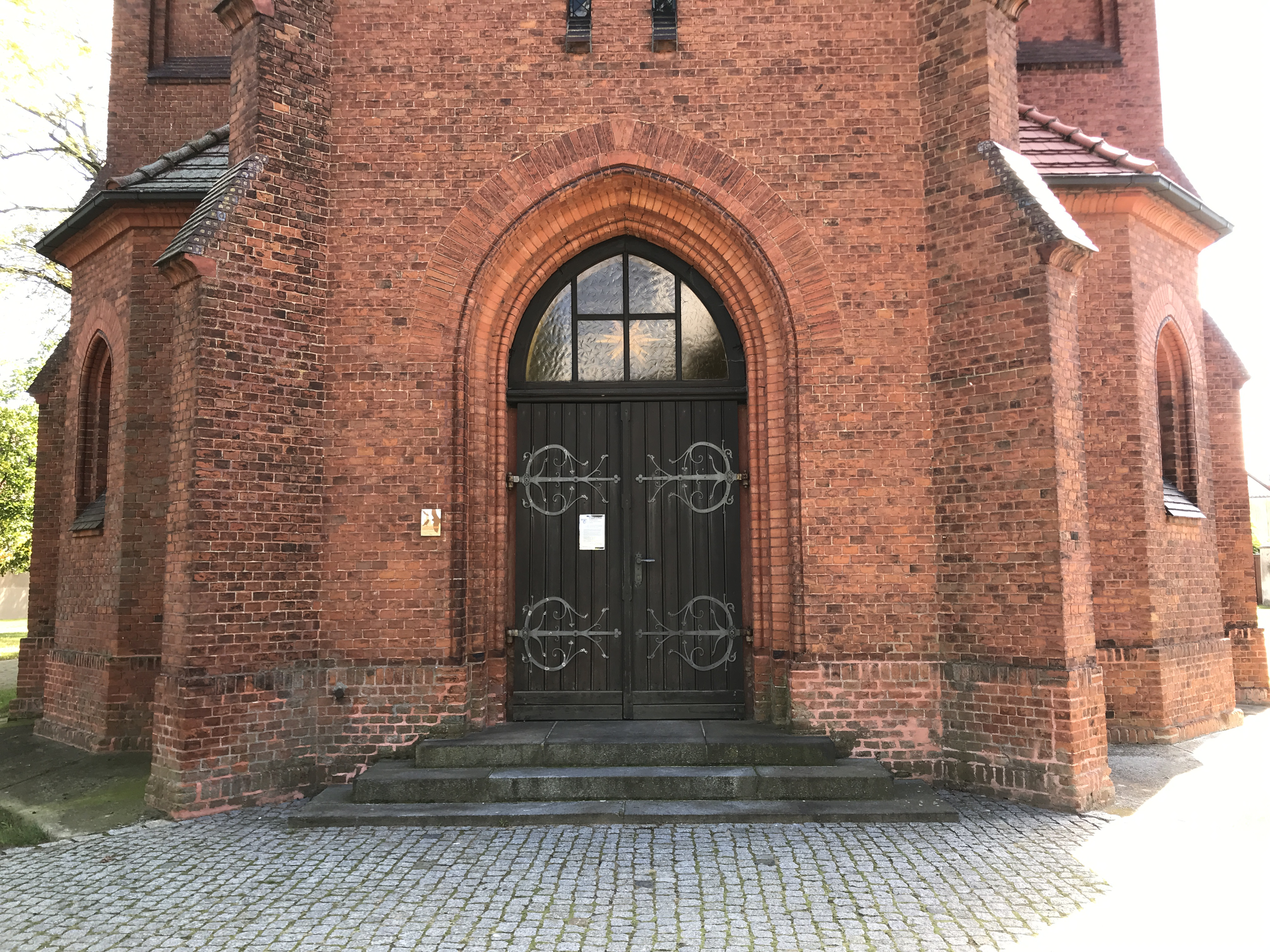
Westportal

Das Bauwerk entstand im Wesentlichen aus rötlichem Mauerstein auf einem umlaufenden Sockel, der ebenfalls aus Mauersteinen errichtet wurde. Der Chor ist eingezogen und hat einen Fünfachtelschluss. In jedem Feld ist ein spitzbogenförmiges Fenster mit einem zweifach getreppten Gewände. Die Ecken werden durch zweifach getreppte Strebepfeiler stabilisiert. Seitlich sind je zwei Anbauten. Sie haben einen rechteckigen Grundriss sowie ein kleines Spitzbogenfenster, das nach Osten ausgerichtet ist. Die Anbauten können von Norden bzw. Süden durch je ein gedrückt-segmentbogenförmiges Portal betreten werden, das in eine spitzbogenförmige Blende eingelassen ist. Oberhalb erhebt sich ein mit sieben weiteren Blenden geschmückter Giebel, der mit Türmchen und Fialen verziert ist.
Das Kirchenschiff hat einen rechteckigen Grundriss und ist vergleichsweise schlicht gestaltet. An der Nord- und Südseite des Langhauses sind je vier große Spitzbogenfenster, die sich annähernd über die gesamte Höhe der Schiffswand erstrecken. Unterhalb sind je zwei paarweise angeordnete, deutlich kleinere Spitzbogenfenster.
Der Westturm hat einen quadratischen Grundriss und ist gegenüber dem Schiff stark eingezogen. Er kann durch ein großes Spitzbogenportal von Westen her betreten werden. Darüber sind zwei kleine, paarweise angeordnete Schlitzöffnungen. Die Ecken werden auch hier mit je einem zweifach getreppten Strebepfeiler stabilisiert. Seitlich sind je zwei polygonale Anbauten mit je einem Spitzbogenfenster, das nach Nordwesten bzw. Südwesten ausgerichtet ist. An der Schiffswand sind ebenfalls Strebepfeiler, die in Fialen übergehen. Oberhalb des Turmuntergeschosses ist ein umlaufendes Deutsches Band, darüber ein nach unten geöffneter Fries. Im mittleren Geschoss sind im unteren Bereich an den drei zugänglichen Seiten je eine spitzbogenförmige und schmale Öffnung; darüber eine weitere Schlitzöffnung. Oberhalb eines weiteren Deutschen Bandes beginnt das Glockengeschoss. Dort sind an jeder der vier Seiten eine Turmuhr sowie im oktogonalen Aufsatz je eine Klangarkade, die nach den Himmelsrichtungen ausgerichtet wurden. Der Turm schließt mit einem spitzen Turmhelm mit Turmkugel und Kreuz ab.

## Ausstattung

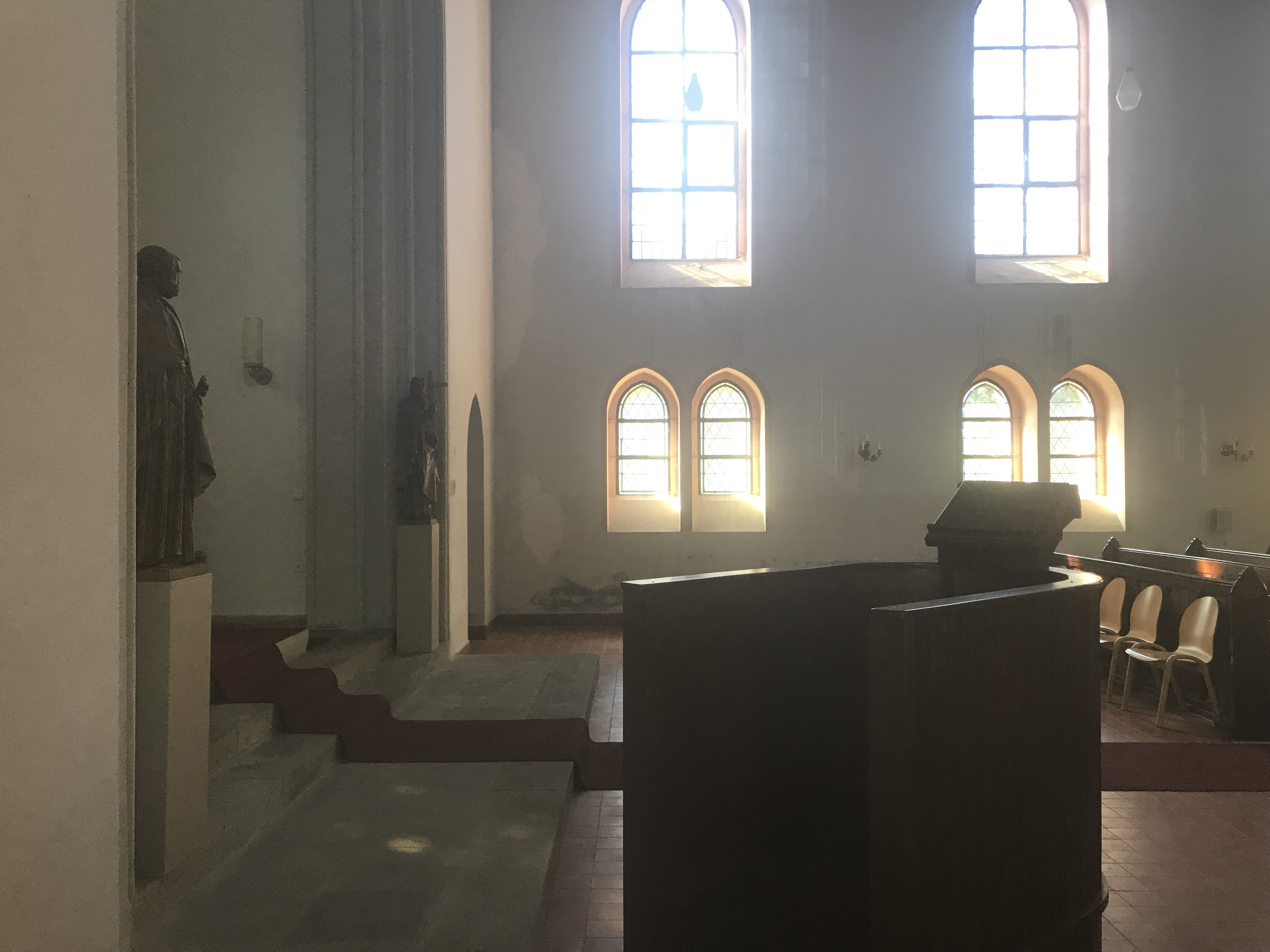
Blick ins Kirchenschiff

Die Kirchenausstattung stammt weitgehend aus der Bauzeit. Der Chorbereich wird durch einen spitzbogenförmigen Triumphbogen vom Schiff abgetrennt. Dort stehen zwei Repliken, die Paulus von Tarsus und Simon Petrus darstellen. Die Originale aus Lindenholz schuf Jacob Alberty und befinden sich in der Heilandskirche am Port von Sacrow in Potsdam. Auf der schlichten Mensa steht ein Kruzifix. Die Fenster im Chor sind aus farbigem Bleiglas.
Die Fünte wurde aus Sandstein gearbeitet und steht auf einem pokalförmigen Fuß. Sie ist polygonal; ihre Seiten sind mit Maßwerk verziert. Auf der hölzernen Empore steht die Orgel, die Carl Eduard Gesell schuf. Das Instrument besitzt zwei Manuale und zehn Register. Im Turm hingen zu einer früheren Zeit drei Glocken aus Bronze. Von ihnen ist nur die älteste erhalten geblieben, die um 1400 gegossen wurde.
Westlich des Bauwerks erinnert ein Denkmal an die Gefallenen der Weltkriege.